# Overnight Sensation
Overnight Sensation je třinácté album britské heavymetalové skupiny Motörhead. Bylo vydáno 15. října 1996. Je charakteristické chraplavým hlasem zpěváka a baskytaristy Lemmyho.

## Seznam skladeb
1. "Civil War" – 3:01
2. "Crazy Like a Fox" – 4:32
3. "I Don't Believe a Word" – 6:31
4. "Eat the Gun" – 2:13
5. "Overnight Sensation" – 4:10
6. "Love Can't Buy You Money" – 3:06
7. "Broken" – 4:34
8. "Them Not Me" – 2:47
9. "Murder Show" – 3:03
10. "Shake the World" – 3:29
11. "Listen to Your Heart" – 3:45

## Sestava
- Lemmy - baskytara, zpěv, harmonika ve druhé sklabě, akustická kytara ve skladbách 5 a 11
- Phil Campbell - kytara
- Mikkey Dee - bicí